# Ichnite

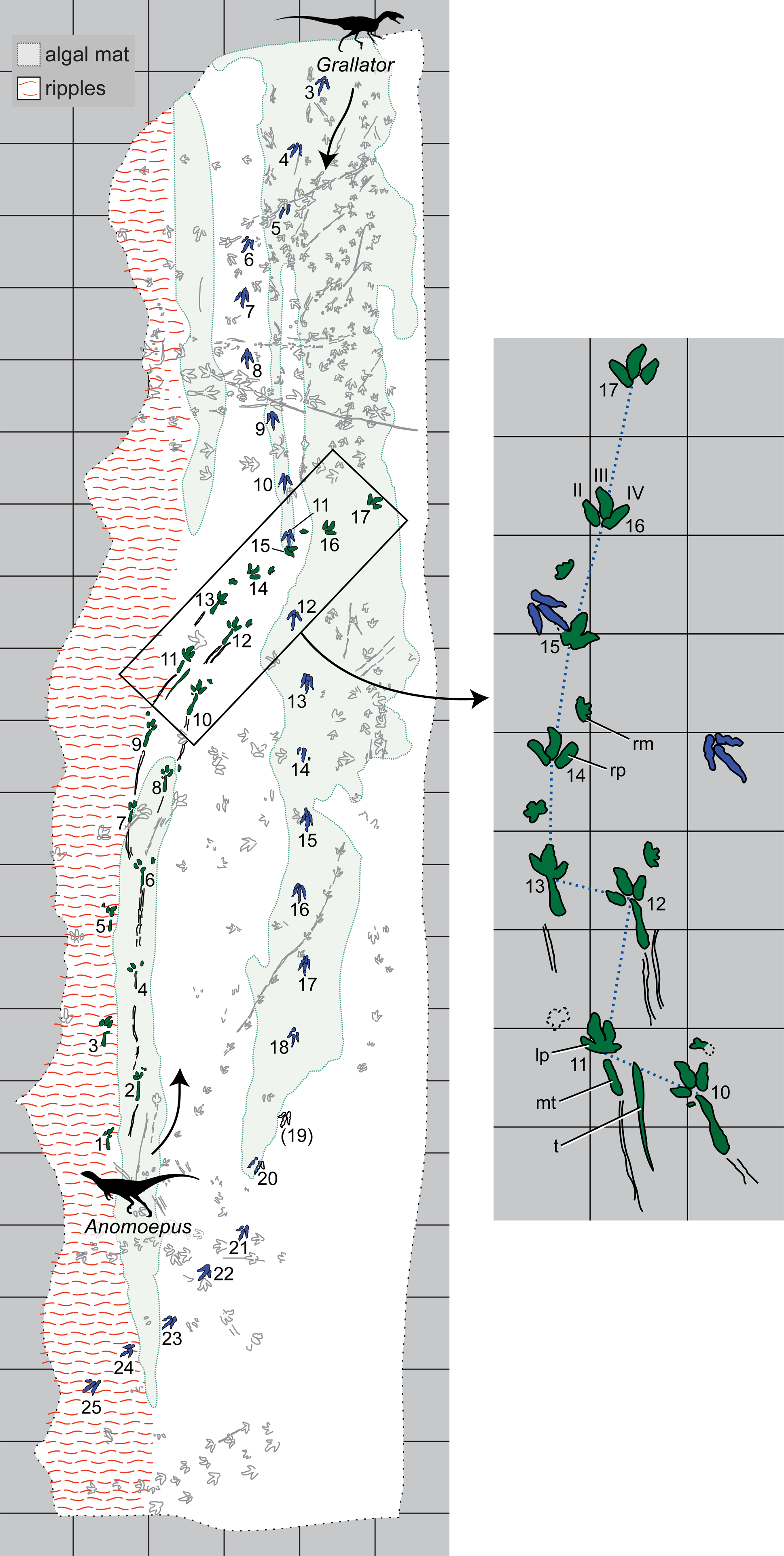
Les ichnites sont répertoriées, dessinées, mesurées et orientées. La longueur totale de ces empreintes tridactyles avec griffes, l'écartement entre les extrémités des doigts, le dépassement d'un doigt, différents rapports entre ces longueurs, l'analyse de la piste liée à la posture de l'animal, permettent de déterminer, en l'absence de fossile osseux sur le site et après comparaison statistique à des bases de données d'empreintes, l'ichnotaxon représenté par les traces.

Une ichnite (du grec ancien ιχνιον (ichnion) : « trace », « trace de pied ») est une empreinte de pied fossilisée. 
C'est un des types de traces fossiles étudiés par la paléoichnologie.

Ces traces ne doivent pas être confondues avec des artéfacts.

## Éléments historiques
Les pétroglyphes du site de Kontrewers en Pologne, datés de 1600 ans av. J.-C., sont associés à des empreintes de dinosaures. Le paléontologue américain Edward Hitchcock à l'origine de la science paléoichnologique découvre jusque dans les années 1860 des milliers d'empreintes qu'il attribue à des oiseaux géants aptères. La découverte de nombreux fossiles de dinosaures à cette époque conduit Edward Drinker Cope à être le premier à reconnaître avec certitude en 1867 que les empreintes de la Connecticut River Valley (en) sont celles de théropodes (empreintes tridactyles dues à des dinosaures bipèdes digitigrades).

## Exemple d'utilisation
- L'étude de ces traces (espacement, profondeur, inclinaison, bords, etc.) ont livré d'importantes clés sur le comportement (mais aussi sur la structure du pied et la foulée) des animaux qui les ont laissées, ainsi que sur leur poids, leur vitesse de déplacement ou capacité à sauter, etc.
- de multiples ichnites rapprochées d'une seule espèce, suggèrent un comportement de « harde » ou de « meute » de la part de cette espèce.
- Des combinaisons d'empreintes de différentes espèces fournissent des indices sur l'interaction de ces espèces. Même un ensemble d'empreintes d'un seul animal livre des indices importants, comme de savoir si c'était un bipède ou un quadrupède. Ainsi, il a été suggéré que certains ptérosaures, quand ils étaient au sol, utilisaient leurs membres avant en une démarche quadrupède inattendue.

## Origine
Des conditions spéciales sont requises pour que les empreintes faites sur sol mou (tel qu'une plaine alluviale ou un dépôt de roche sédimentaire en formation) soient préservées. 
Un scénario possiblement fréquent est qu'un bord de mer ou de lac qui se sont asséchés en une boue ferme, dans des conditions chaudes et sèches, aient reçu les empreintes (soit qu'ils aient durci seulement en partie, soit que l'animal ait été lourd), et, par la suite, qu'ils aient été recouverts de vase ou de limon lors d'une tempête. Des dépôts de poussière ou biofilms bactériens et/ou algaux ont aussi pu contribuer au bon « démoulage » de l'empreinte des milliers ou millions d'années plus tard

## Exemples
Un célèbre ensemble d'ichnites fut retrouvé dans une carrière de calcaire à Ardley, à 20 km au nord-est d’Oxford, en 1997, en Angleterre. On pense qu'elles furent laissées par des Megalosaurus et peut-être des Cetiosaurus. Il y a des répliques de ces empreintes à travers la pelouse de l'Oxford University Museum of Natural History (OUMNH).
Les recherches paléontologiques au Tchad dans le Djourab ont mis au jour les ichnites de nombreuses espèces animales.
Une créature nommée Chirotherium (en) fut pendant longtemps, et pourrait être encore, seulement connue à partir de ses traces fossilisées. Ses empreintes furent découvertes en premier, en 1834, en Thuringe, en Allemagne, datant de la dernière période triasique.

## Galerie d’images

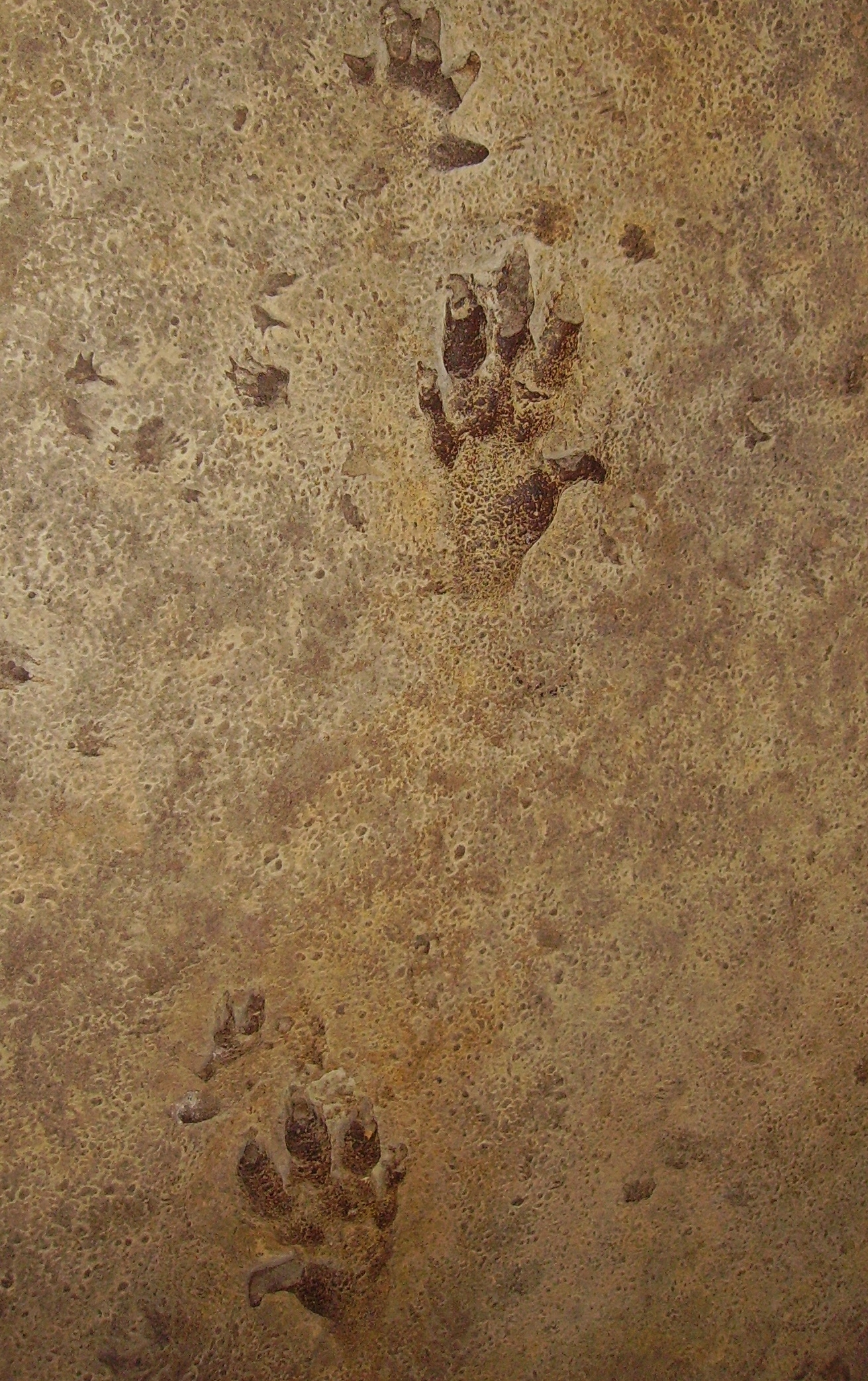
Trace fossile de Cheirotherium, exposée à l’Oxford University Museum of Natural History.
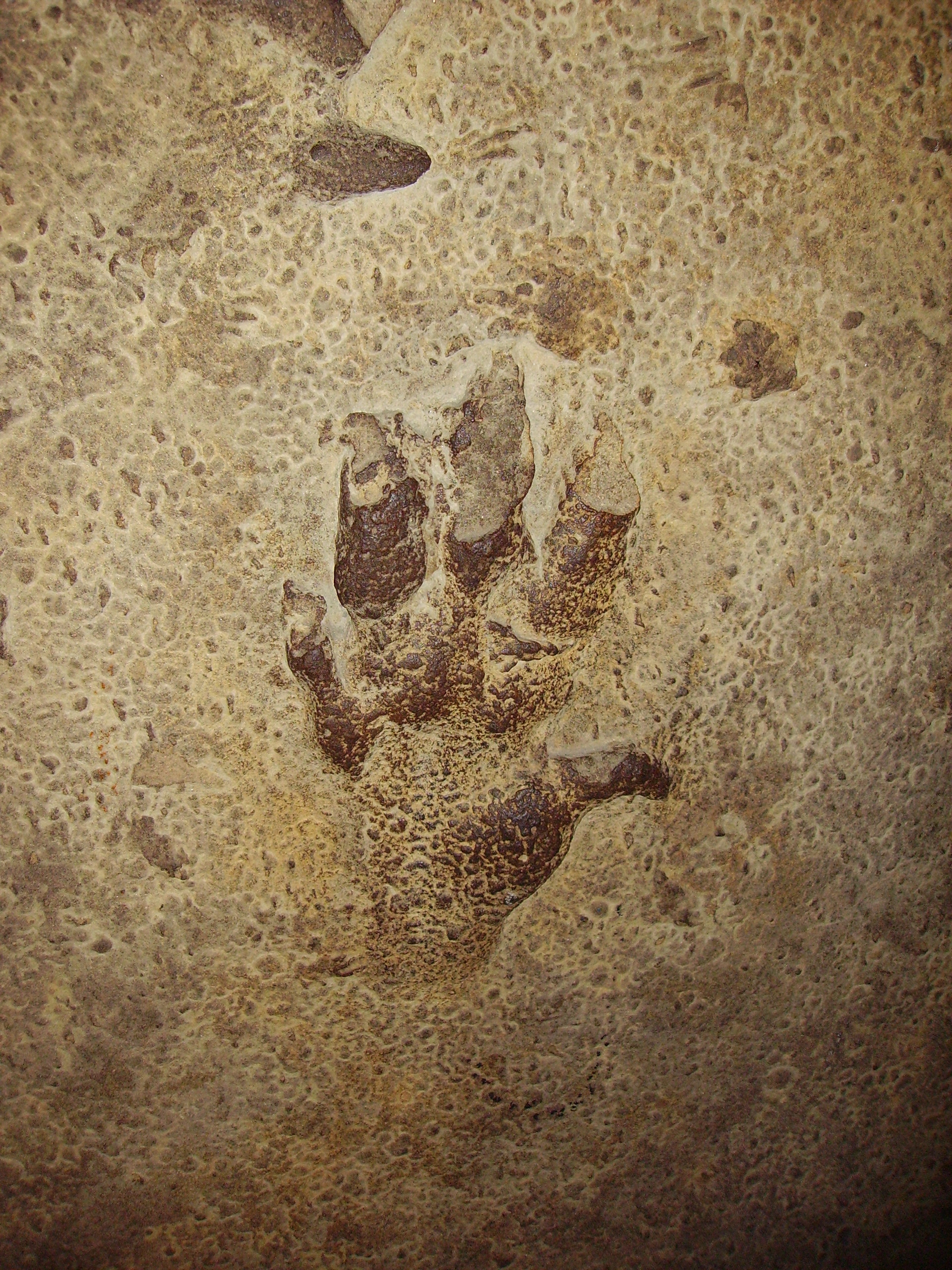
Gros plan de trace fossile de Cheirotherium.
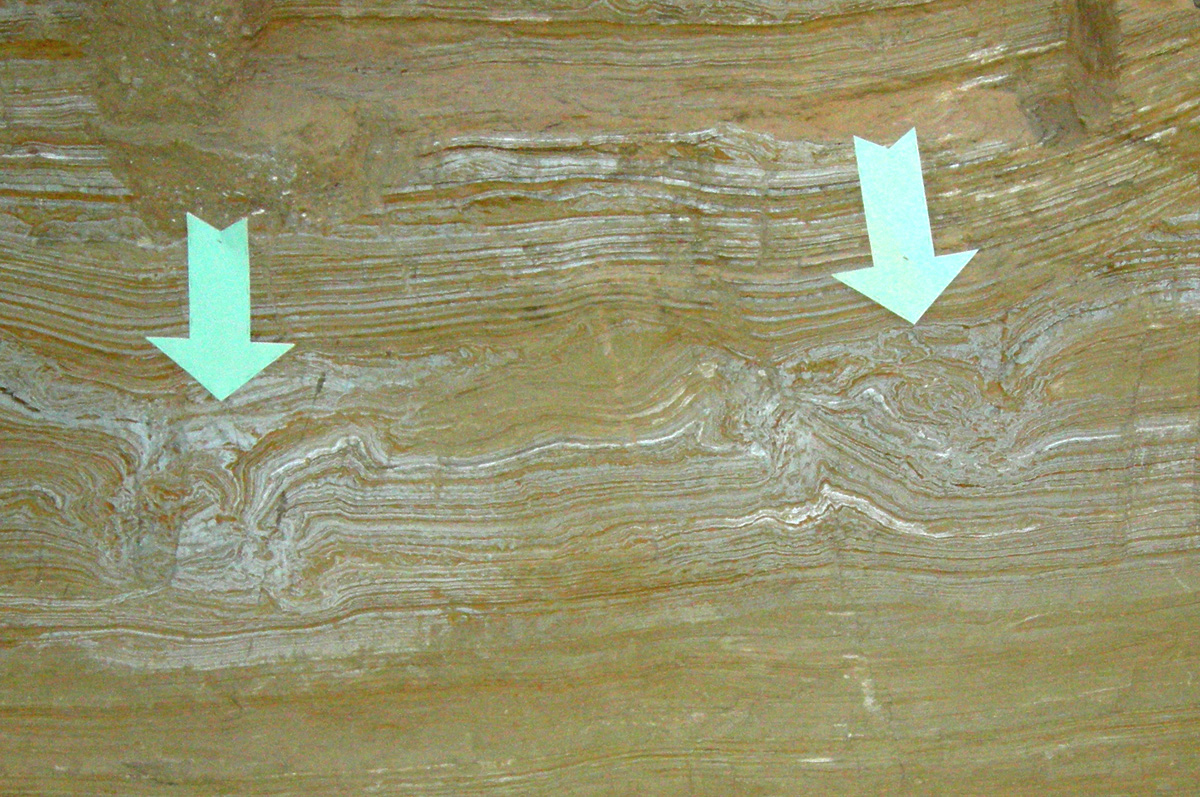
Coupe transversale d'empreintes de mammouth du Pléistocène  au Mammoth Site, Hot Springs, South Dakota.
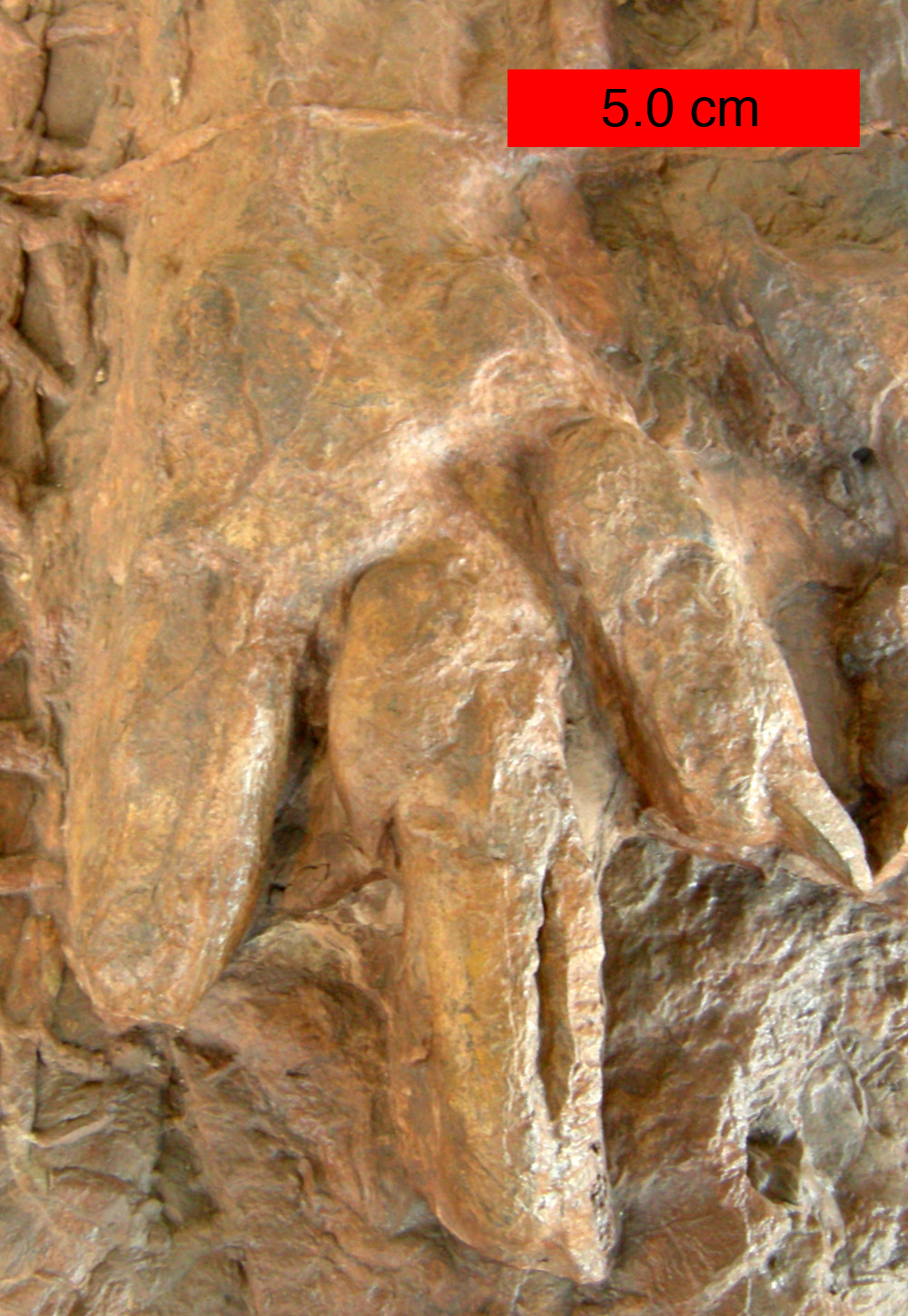
Eubrontes, une empreinte de dinosaure dans la formation du Moenave, du Jurassique au St. George Dinosaur Discovery Site, de Johnson Farm, Utah.
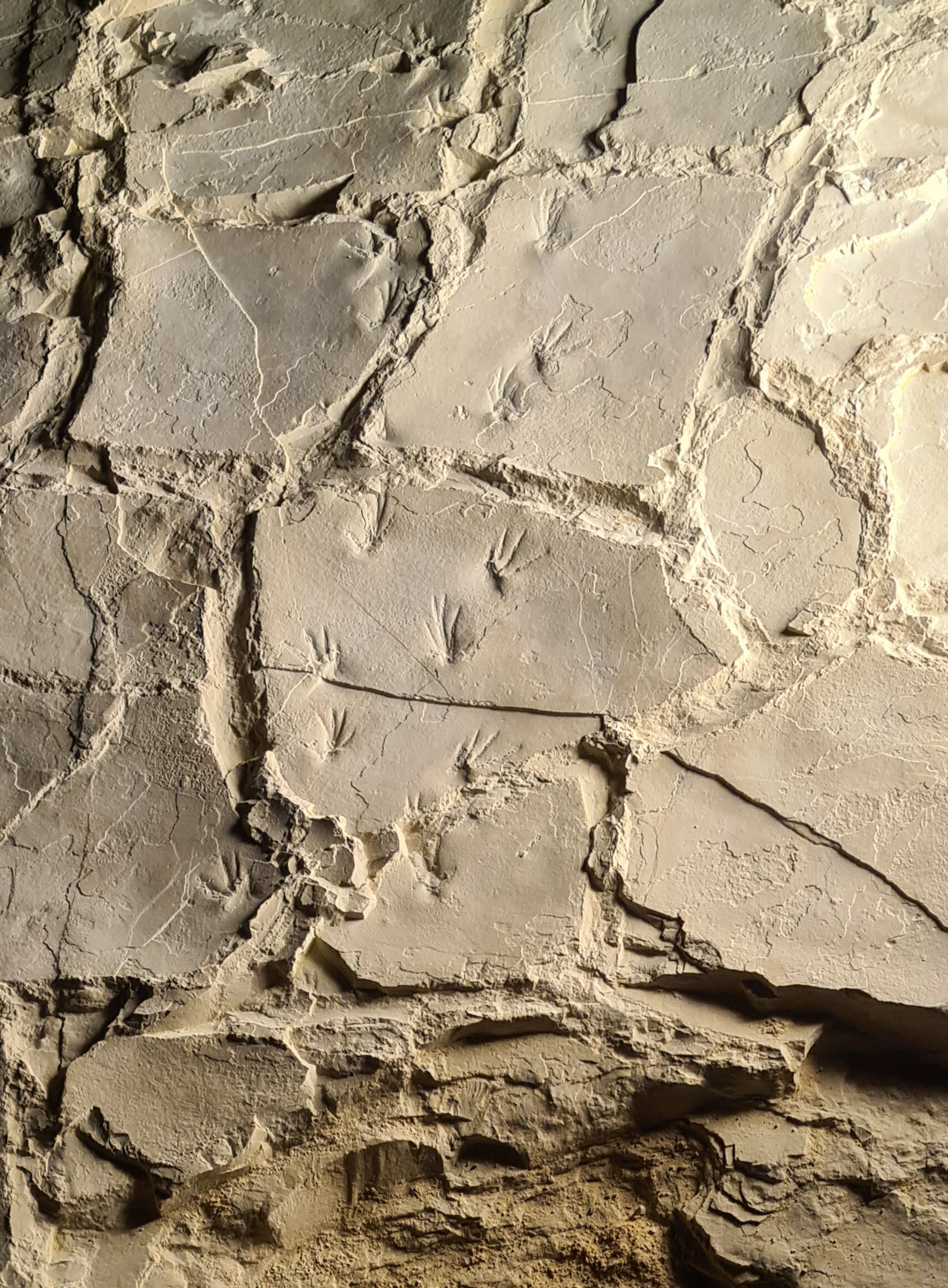
Empreintes d'un ptérosaure sur le site de la plage aux ptérosaures, France.
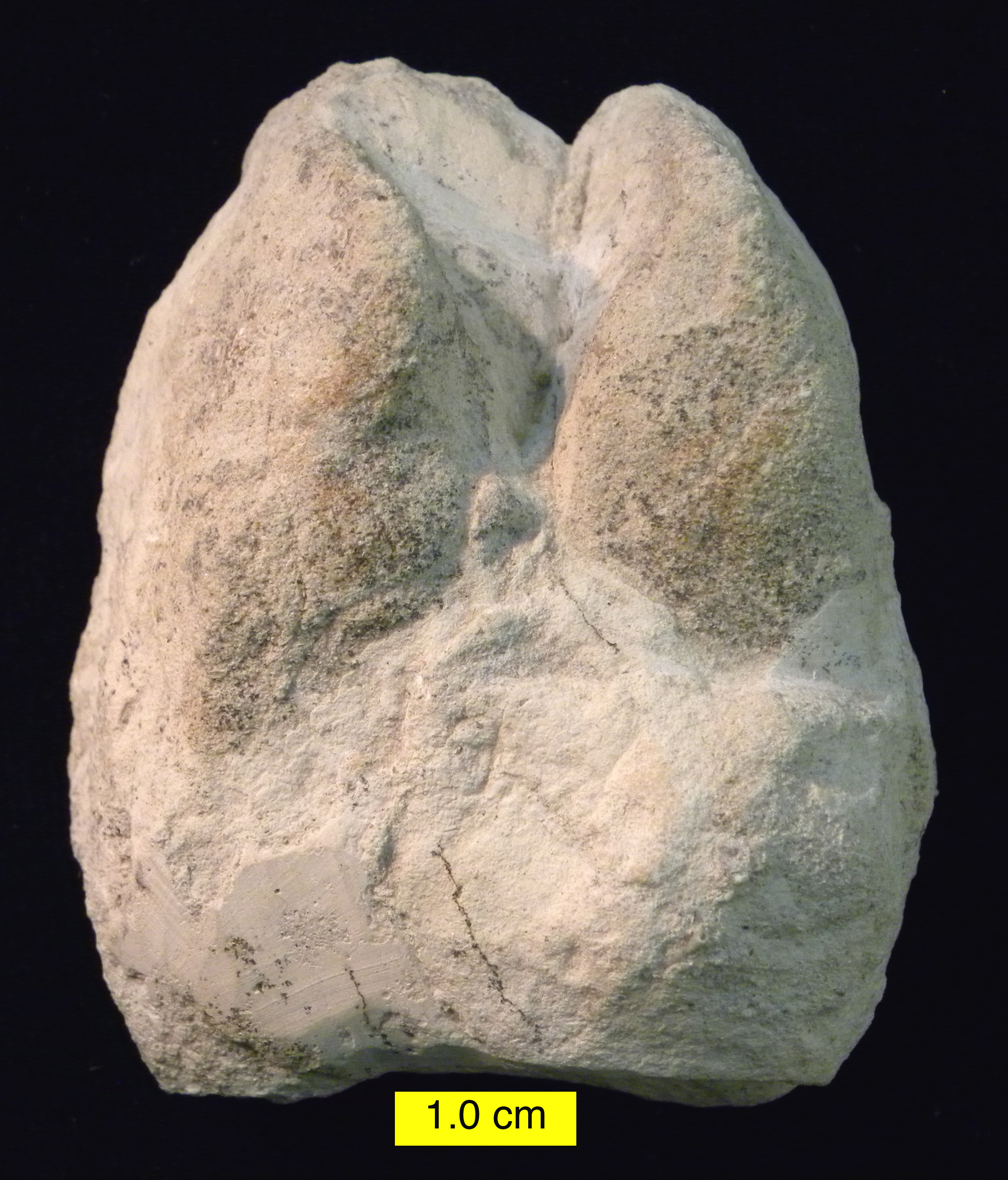
Empreinte cameloïde (hyporelief convexe) de la Formation Barstow (Miocène), de Rainbow Basin, Californie.
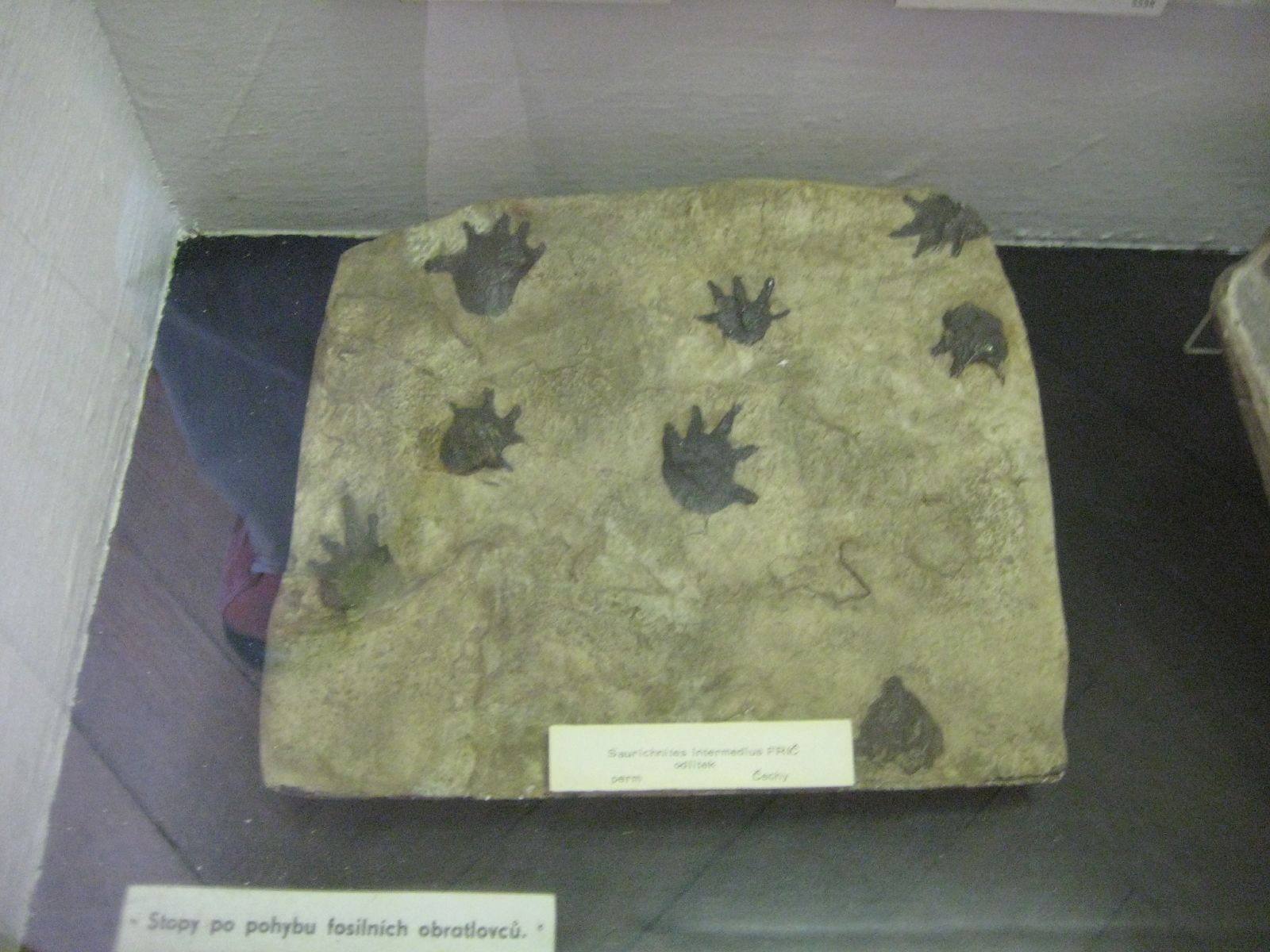
Saurichnites intermedius.